# Hansenochrus trinidanus
Espèce
Synonymes
- Schizomus trinidanus Rowland & Reddell, 1979

Hansenochrus trinidanus est une espèce de schizomides de la famille des Hubbardiidae.

## Distribution
Cette espèce est endémique de l'île de la Trinité à Trinité-et-Tobago.

## Étymologie
Son nom d'espèce lui a été donné en référence au lieu de sa découverte, la Trinité.

## Publication originale
- Rowland & Reddell, 1979 : The order Schizomida (Arachnida) in the New World. 2. Simonis and brasiliensis groups (Schizomidae: Schizomus). Journal of Arachnology, vol. 7, no 2, p. 89-119 (texte intégral).